# 紀州鉄道線
紀州鉄道線（きしゅうてつどうせん）は、和歌山県御坊市にある御坊駅から西御坊駅までを結ぶ紀州鉄道の鉄道路線である。
有田鉄道の廃止後、和歌山県で唯一の全線非電化の私鉄路線となっている。また、国鉄特定地方交通線や日本鉄道建設公団建設線を転換した第三セクター鉄道を除けば近畿地方で全線が非電化の私鉄路線は当路線のみである。

## 路線データ
- 路線距離（営業キロ）：2.7km
- 軌間：1067mm
- 駅数：5駅（起終点駅含む）
- 複線区間：なし（全線単線）
- 電化区間：なし（全線非電化）
- 閉塞方式：スタフ閉塞式
- 最高速度：40km/h[1]

## 歴史
街外れにある紀勢本線御坊駅と御坊市街地とを結ぶ目的で、地元有志により1927年11月に鉄道敷設免許申請書を鉄道大臣宛に申請した。発起人総代の田淵栄次郎は田淵豊吉の実兄で御坊の大地主であり実家の造酒屋を継ぎ、会社経営もしていた。田淵は単身上京し鉄道省へ運動を続け、発起人総会までの諸費用を立替えるなど鉄道敷設に注力し、1928年3月に鉄道敷設免許状が下付され12月に御坊臨港鉄道が設立されると初代社長に就任した。
国鉄紀勢西線（現在の紀勢本線）紀伊由良駅 - 御坊駅間の開通（1929年4月21日）に間に合わせるべく準備をはじめたが、土地買収では停滞をみた。湯川村では土地所有者から土地を買収したところ小作人が耕作権を主張して補償を要求してきたため、示談をみるまで一年を費やし、御坊駅 - 御坊町駅（現在の紀伊御坊駅）間の開業は1931年6月となった。その後延長工事は財界不況による資金難や一部用地の土地収用法のよる収容審査会の手続きにより遅れ、ようやく1934年8月に日高川駅まで開通した。
営業成績は当初から振るわず毎年欠損を重ねていた。1935年上期にはじめて純益金を計上したが主力銀行の日高銀行の破綻とその債務棚上げ操作によるものであったという。会社は増収策として日出紡織（大和紡績）分工場の拡大を機会に西御坊より貨物線の敷設や大阪鉄道管理局のハイキングコース（「御坊大浜日ノ岬コース」）指定をうけ行楽客の誘致に努めた。一方、1937年下期より政府補助金の交付を受けたものの1941年下期の累積欠損金は14,487円に達した。
やがて第二次世界大戦下の戦時体制に入り1943年から1944年にかけて大和紡績第一・二工場が日本アルミニューム製造所に買収され軍需工場（航空機部品工場）に転換されると旅客は激増した。しかしガソリン規制により木炭ガス発生装置を取付けた気動車は出力不足であり、物資不足により修理もままならず、1945年6月の御坊空襲では機関庫に直撃弾をうけて気動車2両が被災した。
戦後になり国鉄より気動車キハニ40801の購入と蒸気機関車2両の借入、八幡製鐵所からBタンク機関車を購入し戦後の混乱期をのりきった。
ところが1953年7月には紀州大水害により日高川が氾濫し全線が冠水し復旧まで2か月かかる被害をうけることになる。それでも乗客数は徐々に増加し1960年半ばには100万人を数えていた。しかし1965年前後から乗客数は減少、遅れて貨物も減少していく。さらに1970年に組合の賃上げストライキによる賃金の上昇もあり、バスや他事業を持たない会社にとっては致命的となった。そして1973年に東京の不動産業者 磐梯電鉄不動産（磐梯急行電鉄倒産後、同社の旧経営陣が設立した企業）に鉄道事業が買収され紀州鉄道となった。今でも地元では御坊臨港鉄道が由来の「りんこう」と呼ぶ人が多い。
また、1955年から1984年までの間、西御坊駅から西方の大和紡績和歌山工場までの引込線（専用線）があり、貨物輸送を行なっていた。
2017年1月22日に脱線事故を起こし、原因を木製枕木などの老朽化とする報告を出した。そこでPC枕木への交換が始まり、2017年12月には全線の14%が、2018年10月時点では全線の33%がPC化された。
2023年（令和5年）9月に「紀州鉄道及び旧御坊臨港鉄道廃線部分」として土木学会選奨土木遺産に認定された。

### 年表
- 1928年（昭和3年）
  - 3月22日 - 御坊臨港鉄道に対し鉄道免許状下付（日高郡湯川村-同郡御坊町間 動力 瓦斯倫）[官報 1]。
  - 12月13日 - 御坊臨港鉄道株式会社設立[9][10]。
- 1931年（昭和6年）6月15日 - 御坊駅 - 御坊町駅（現在の紀伊御坊駅）間 (1.74km) が開業[官報 2]。
- 1932年（昭和7年）4月10日 - 紀伊御坊駅 - 松原口駅（現在の西御坊駅）間 (0.9km) が開業[官報 3]。
- 1934年（昭和9年） 8月10日 - 西御坊駅 - 日高川駅間 (0.7km) が開業し全通（貨物運輸開始）[官報 4]。松原口駅を西御坊駅に改称[11]。
- 1941年（昭和16年）12月8日 - 財部駅[11][12]、中学前駅[11][12][注釈 1]、日出紡績前駅[12]廃止。
- 1953年（昭和28年）7月18日 - 集中豪雨により日高川が氾濫し（紀州大水害）、全線で浸水し路盤の崩壊が発生。また日高川の機関庫が流出、車両もB2012が横転。当時2両いた気動車は床下浸水のためエンジンの修理をすることとなった。御坊-西御坊間が9月15日に再開[13]。
- 1955年（昭和30年）6月15日 - 大和紡績和歌山工場（美浜町吉原、のちのダイワボウプログレス和歌山工場）までの専用線 (0.85km) 開通。
- 1967年（昭和42年）8月30日 - 市役所前駅新設[11]。
- 1973年（昭和48年）1月1日 - 御坊臨港鉄道から紀州鉄道に事業譲渡[要出典]。
- 1979年（昭和54年）8月10日 - 中学前駅跡近くに学門駅新設[11]。
- 1984年（昭和59年）
  - 2月1日 - 国鉄の貨物合理化に伴い貨物営業を廃止[14]。
  - 6月26日 - 大和紡績和歌山工場専用線廃止[14]。
- 1989年（平成元年）4月1日 - 西御坊駅 - 日高川駅間が廃止[14]。ワンマン運転開始[14]。
- 2017年（平成29年）
  - 1月22日 - 御坊駅 - 学門駅間で脱線事故発生、怪我人はなかった[15][16]。以来運休[17][18]。
  - 2月23日 - 始発より運転再開[17][19]。
- 2018年（平成30年）
  - 8月27日 - 西御坊駅を無人化[20]。
  - 9月 - 台風21号で全線運休となるも、御坊駅 - 紀伊御坊駅間は9月6日に運転再開。紀伊御坊駅 - 西御坊駅間は踏切故障により月末まで運休[21][22]。

## 運行形態
2023年3月18日改正時点では、すべて御坊駅 - 西御坊駅間の運転で、1時間あたりの本数は日中時間帯でおおむね1本程度、朝夕の一部時間帯のみ2本の運転間隔で1日あたり18往復運転されており、主にJR紀勢本線の普通列車に接続するダイヤパターンとなっている。特急列車との接続はあまり考慮されていない。また最終列車が西御坊発19時51分、御坊発20時08分と早い。
2010年9月時点では26往復運行されており、同年10月1日のダイヤ改正で経費削減の観点から5往復が減便されたが、2011年3月12日のダイヤ改正で以前の本数に戻っている。しかし、2012年3月17日のダイヤ改正で再び3往復の減便となった。さらにその後減便され現在の運行体制となっている。
車庫が紀伊御坊駅にある関係で、朝と夜には紀伊御坊駅 - 西御坊駅間に回送列車が設定されている。かつては紀伊御坊発着の区間列車も少数設定されていたが、2006年改正で廃止されている。

## 利用状況

### 輸送実績
紀州鉄道線の輸送実績を下表に記す。表中、輸送人員の単位は万人。輸送人員は年度での値。表中、最高値を赤色で、最高値を記録した年度以降の最低値を青色で、最高値を記録した年度以前の最低値を緑色で表記している。
| 年度別輸送実績     | 年度別輸送実績                  | 年度別輸送実績                  | 年度別輸送実績                  | 年度別輸送実績                  | 年度別輸送実績  | 年度別輸送実績 | 年度別輸送実績 |
| 年度               | 輸送実績（乗車人員）：万人/年度 | 輸送実績（乗車人員）：万人/年度 | 輸送実績（乗車人員）：万人/年度 | 輸送実績（乗車人員）：万人/年度 | 輸送密度 人/1日 | 貨物 トン      | 備考           |
| ------------------ | ------------------------------- | ------------------------------- | ------------------------------- | ------------------------------- | --------------- | -------------- | -------------- |
| 年度               | 通勤定期                        | 通学定期                        | 定期外                          | 合計                            | 輸送密度 人/1日 | 貨物 トン      | 備考           |
| 1965年（昭和40年） | 53.4                            | ←←←←                            | 34.5                            |                                 | 1,642           | 42,612         |                |
| 1970年（昭和45年） | 36.6                            | ←←←←                            | 28.7                            |                                 | 1,230           | 32,627         |                |
| 1985年（昭和60年） | 9.8                             | 7.6                             | 16.5                            | 33.9                            | 552             |                |                |
| 1990年（平成02年） | 7.6                             | 4.0                             | 12.6                            | 24.2                            | 526             |                |                |
| 1995年（平成07年） | 6.2                             | 1.0                             | 12.1                            | 19.3                            | 414             |                |                |
| 2000年（平成12年） | 4.2                             | 1.6                             | 6.2                             | 12.0                            | 259             |                |                |
| 2001年（平成13年） | 4.7                             | 1.5                             | 5.3                             | 11.5                            | 249             |                |                |
| 2002年（平成14年） | 5.0                             | 1.4                             | 4.4                             | 10.8                            | 236             |                |                |
| 2003年（平成15年） | 4.8                             | 1.8                             | 4.1                             | 10.7                            | 234             |                |                |
| 2004年（平成16年） | 5.0                             | 1.3                             | 3.9                             | 10.2                            | 222             |                |                |
| 2005年（平成17年） |                                 |                                 | 3.4                             | 9.0                             |                 |                |                |
| 2006年（平成18年） |                                 |                                 | 3.5                             | 8.5                             |                 |                |                |
| 2007年（平成19年） |                                 |                                 | 3.5                             | 9.1                             |                 |                |                |
| 2008年（平成20年） |                                 |                                 | 3.9                             | 10.0                            |                 |                |                |
| 2009年（平成21年） |                                 |                                 | 5.1                             | 11.7                            |                 |                |                |
| 2010年（平成22年） |                                 |                                 | 4.7                             | 11.3                            |                 |                |                |
| 2011年（平成23年） |                                 |                                 | 4.7                             | 11.5                            |                 |                |                |
| 2012年（平成24年） |                                 |                                 | 4.7                             | 11.0                            | 236             |                |                |
| 2013年（平成25年） |                                 |                                 | 4.2                             | 11.2                            | 241             |                |                |
| 2014年（平成26年） |                                 |                                 | 4.4                             | 10.5                            | 225             |                |                |
| 2015年（平成27年） |                                 |                                 | 4.4                             | 10.5                            | 247             |                |                |
| 2016年（平成28年） | 6.5                             | 6.5                             | 4.2                             | 10.7                            | 293             |                |                |
| 2017年（平成29年） | 6.1                             | 6.1                             | 4.2                             | 10.3                            |                 |                |                |
| 2018年（平成30年） | 6.4                             | 6.4                             | 4.6                             | 11.0                            |                 |                |                |
| 2019年（令和元年） | 5.6                             | 5.6                             | 4.3                             | 9.9                             |                 |                |                |
| 2020年（令和2年）  | 4.8                             | 4.8                             | 3.0                             | 7.8                             |                 |                |                |
| 2021年（令和3年）  | 5.0                             | 5.0                             | 3.6                             | 8.6                             |                 |                |                |

- 2016年以降の出典[26]

### 収入実績
紀州鉄道線の収入実績を下表に記す。表中、収入の単位は千円。数値は年度での値。表中、最高値を赤色で、最高値を記録した年度以降の最低値を青色で、最高値を記録した年度以前の最低値を緑色で表記している。
| 年度別営業成績     | 年度別営業成績          | 年度別営業成績          | 年度別営業成績          | 年度別営業成績          | 年度別営業成績          | 年度別営業成績     | 年度別営業成績   | 年度別営業成績 |
| 年 度              | 旅客運賃収入：千円/年度 | 旅客運賃収入：千円/年度 | 旅客運賃収入：千円/年度 | 旅客運賃収入：千円/年度 | 旅客運賃収入：千円/年度 | 運輸雑収 千円/年度 | 総合計 千円/年度 |                |
| ------------------ | ----------------------- | ----------------------- | ----------------------- | ----------------------- | ----------------------- | ------------------ | ---------------- | -------------- |
| 年 度              | 通勤定期                | 通学定期                | 定 期 外                | 手小荷物                | 合 計                   | 運輸雑収 千円/年度 | 総合計 千円/年度 |                |
| 1985年（昭和60年） | 7,914                   | ←←←←                    | 19,443                  | 0                       | 27,537                  | 975                | 28,332           |                |
| 1990年（平成2年）  | 5,019                   | 1,682                   | 17,141                  | 0                       | 23,842                  | 129                | 23,971           |                |
| 1995年（平成7年）  | 3,912                   | 421                     | 16,078                  | 0                       | 20,411                  | 326                | 20,737           |                |
| 2000年（平成12年） | 2,919                   | 733                     | 8,936                   | 0                       | 12,588                  | 171                | 12,759           |                |
| 2001年（平成13年） | 3,309                   | 637                     | 7,627                   | 0                       | 11,573                  | 128                | 11,701           |                |
| 2002年（平成14年） | 3,462                   | 674                     | 6,407                   | 0                       | 10,543                  | 231                | 10,774           |                |
| 2003年（平成15年） | 3,342                   | 826                     | 5,910                   | 0                       | 10,078                  | 99                 | 10,177           |                |
| 2004年（平成16年） | 3,390                   | 630                     | 5,626                   | 0                       | 9,646                   | 79                 | 9,725            |                |
| 2005年（平成17年） |                         |                         |                         |                         |                         |                    |                  |                |

鉄道統計年報（国土交通省鉄道局監修）より抜粋

### 戦前の輸送収支実績
| 年度別実績 | 年度別実績     | 年度別実績     | 年度別実績     | 年度別実績   | 年度別実績     | 年度別実績       | 年度別実績            | 年度別実績     | 年度別実績       |
| 年度       | 輸送人員（人） | 貨物量（トン） | 営業収入（円） | 営業費（円） | 営業益金（円） | その他益金（円） | その他損金（円）      | 支払利子（円） | 政府補助金（円） |
| ---------- | -------------- | -------------- | -------------- | ------------ | -------------- | ---------------- | --------------------- | -------------- | ---------------- |
| 1931       | 報告書未着     | 報告書未着     | 7,910          | 6,057        | 1,853          |                  |                       | 3,401          |                  |
| 1932       | 193,602        | 622            | 14,219         | 11,200       | 3,019          |                  |                       | 7,196          |                  |
| 1933       | 245,880        | 1,758          | 17,399         | 10,756       | 6,643          |                  |                       | 7,839          |                  |
| 1934       | 275,874        | 3,453          | 20,716         | 13,969       | 6,747          |                  |                       | 7,292          |                  |
| 1935       | 285,477        | 4,290          | 23,212         | 16,263       | 6,949          | 債務免除金8,628  | 償却金1,035           | 4,635          |                  |
| 1936       | 298,443        | 4,876          | 24,859         | 19,746       | 5,113          | 債務免除1,866    |                       | 4,202          |                  |
| 1937       | 324,968        | 5,843          | 46,207         | 23,199       | 23,008         | 運送業2,596      | 償却金6,039雑損18,913 | 3,511          | 1,971            |
| 1945       | 702,210        | 5,496          |                |              |                |                  |                       |                |                  |

- 鉄道統計資料、鉄道統計、国有鉄道陸運統計各年度版

## 車両

### 現有車両

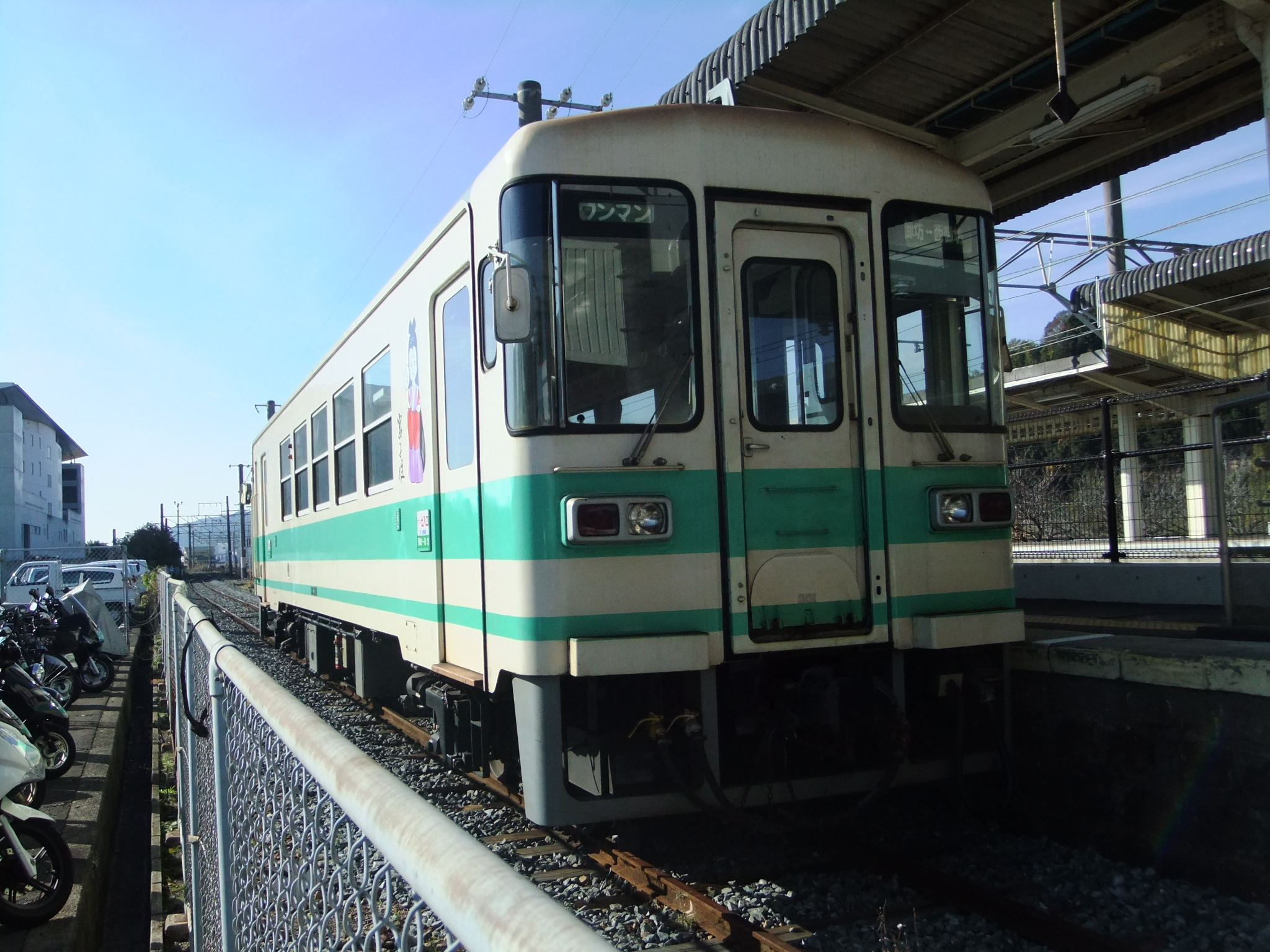
旧塗装時代のKR301

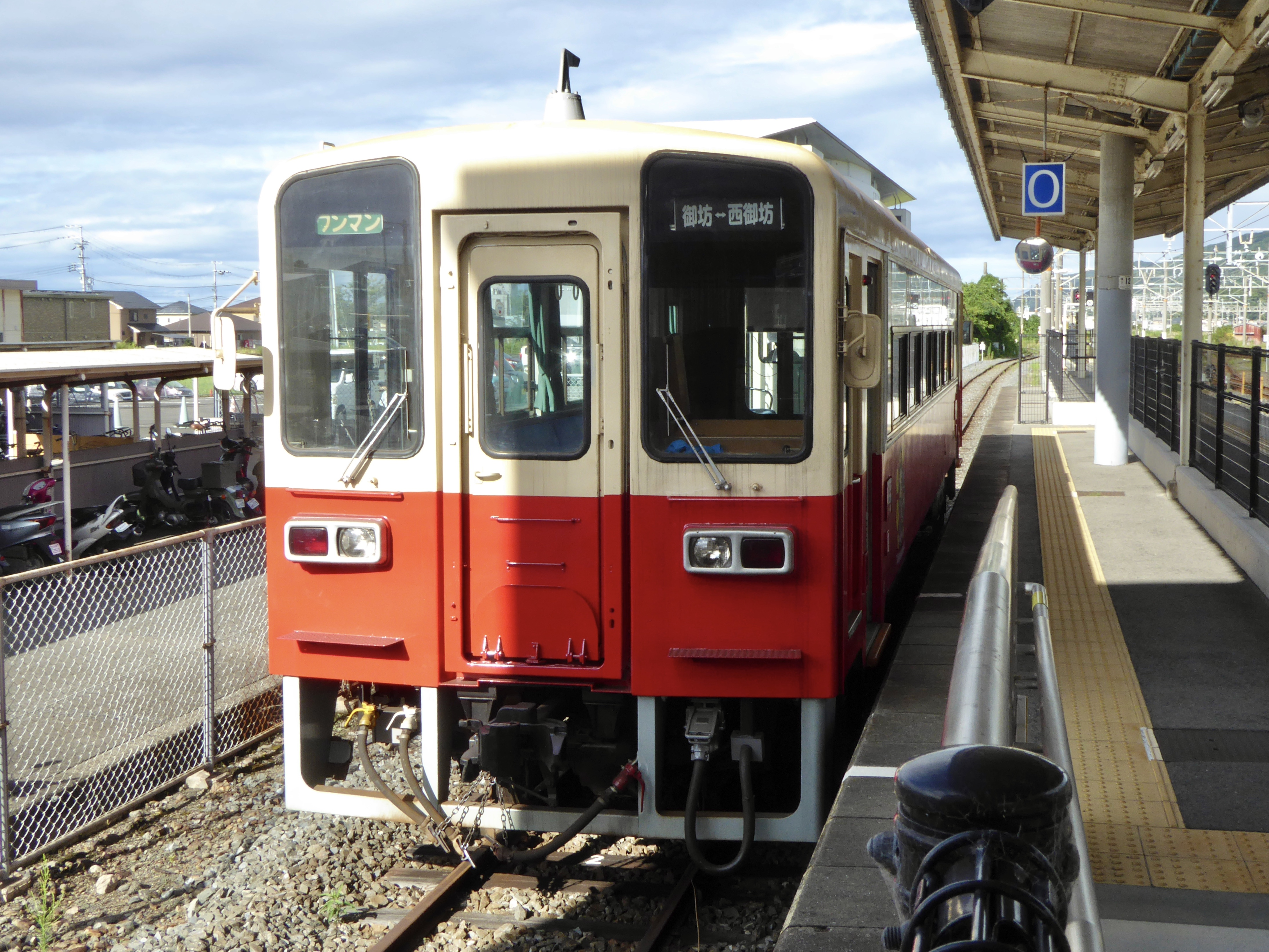
KR205
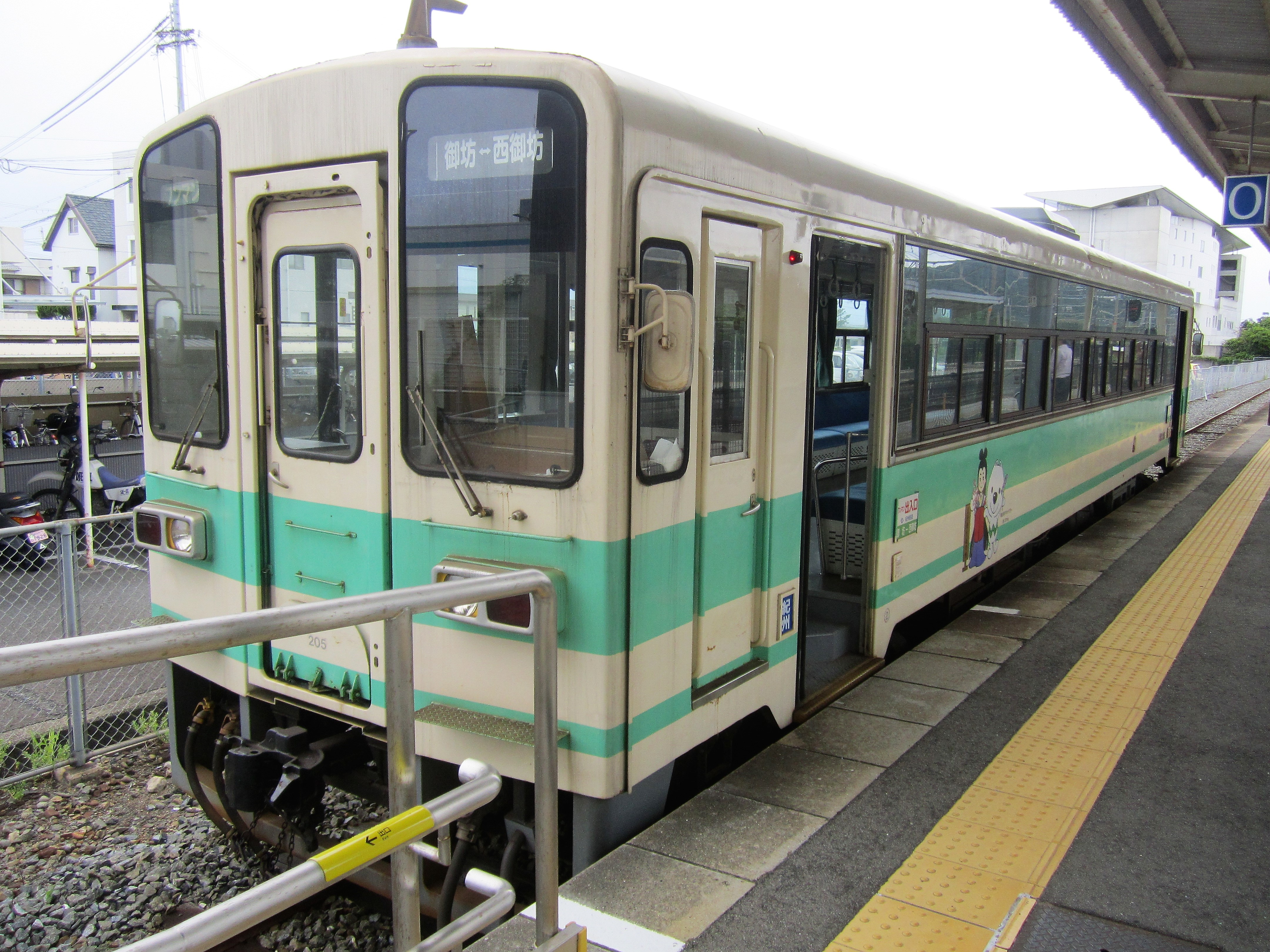
旧塗装時代のKR205

キテツ1形
1985年（昭和60年）富士重工業（現・SUBARU）製の軽快気動車である。北条鉄道から大型車導入で余剰となったフラワ1985形フラワ1985-1・フラワ1985-2を譲り受けたもの。車体の形式表記はそれぞれ「キテツ-1」「キテツ-2」となっている。キテツ1号は2000年（平成12年）7月10日、キテツ2号は2009年（平成21年）10月30日から運用を開始した。
富士重工業がバス車体をベースとして開発した二軸（固定車軸では無い一軸台車）のレールバス「LE-Car」で、鉄道車両用の台枠に富士重工R15系バスをベースにした車体を持ち、正面スタイルも15型Eボディと同一。機関も日産ディーゼル（当時、現「UDトラックス」）製のバス用PE6H (180PS) を搭載する。車内はオールロングシート。当初から冷房付きのため、紀州鉄道初の冷房車となり、旅客サービスの改善に貢献した。
キテツ1号は紀州鉄道初のラッピング車両として御坊市内のパチンコ店のラッピング広告が施されていたが、2009年（平成21年）7月ごろからラッピングが剥がされ、原型に近い塗装に戻された。キテツ2号については塗装変更された以外はほとんど改造されなかった。いずれもスノープラウを取り付けたままとなっている。
2015年（平成27年）の時点でキテツ1号は老朽化し、高額な検査を受けずに休車していたため、代替車両として後述の信楽高原鐵道SKR300形SKR301号車の導入に至った。その後、キテツ1号は2017年3月に有田川町鉄道公園に無償譲渡された。
日本国内最後の営業用二軸レールバスとなったキテツ2号は、2016年1月に元信楽高原鐵道SKR301号車のKR301の運行が始まるとほとんど走ることはなくなり、2017年4月に後述の信楽高原鐵道SKR200形SKR205号車を導入したことに伴い、2017年5月4日に紀伊御坊駅でさよならイベントが行われ、無料試乗会として同駅構内で最後の運転を行った。しかし、2021年現在でもキテツ2は休車扱いで車籍が存在する。

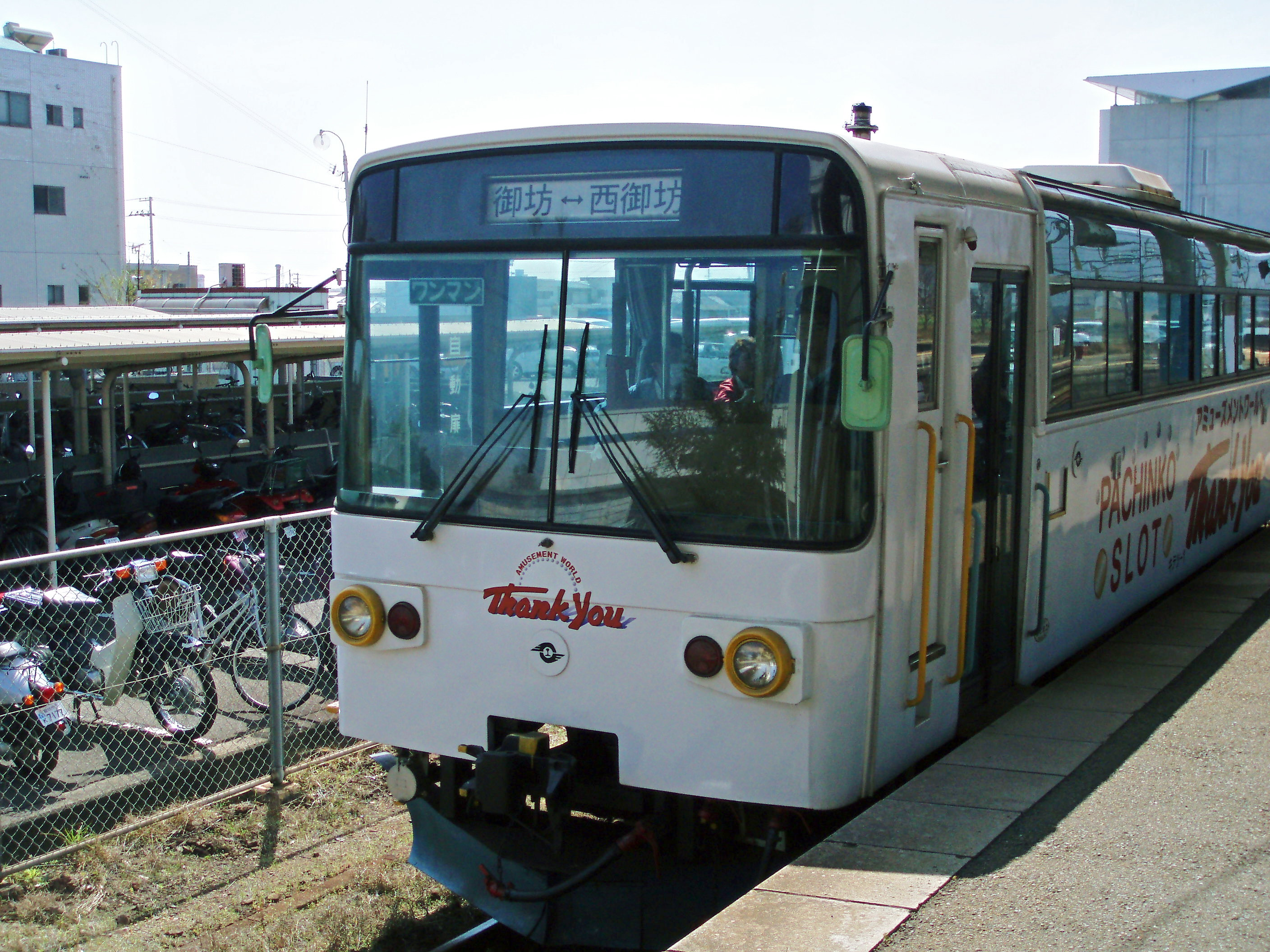
キテツ1号（ラッピング時）
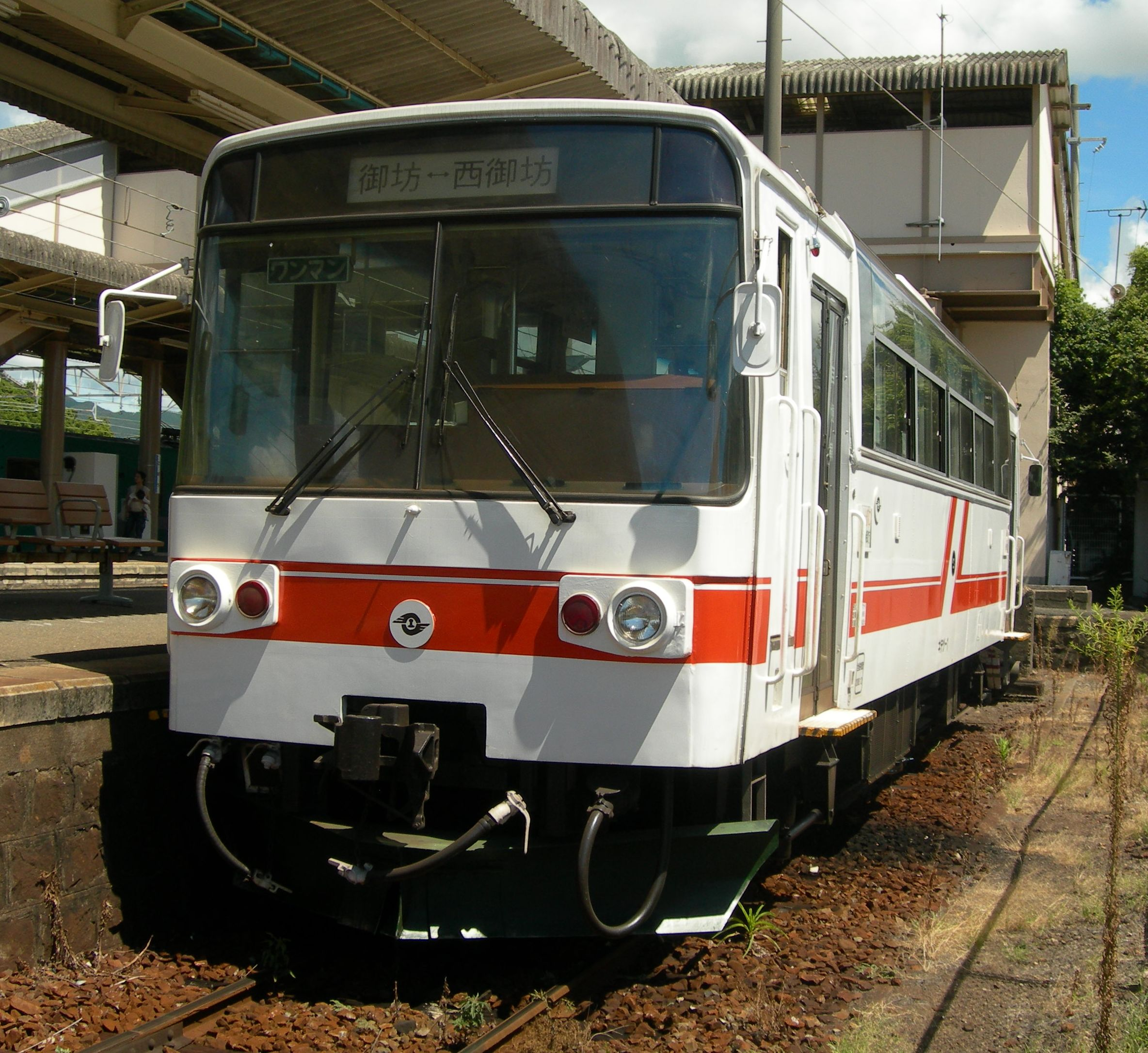
キテツ1号
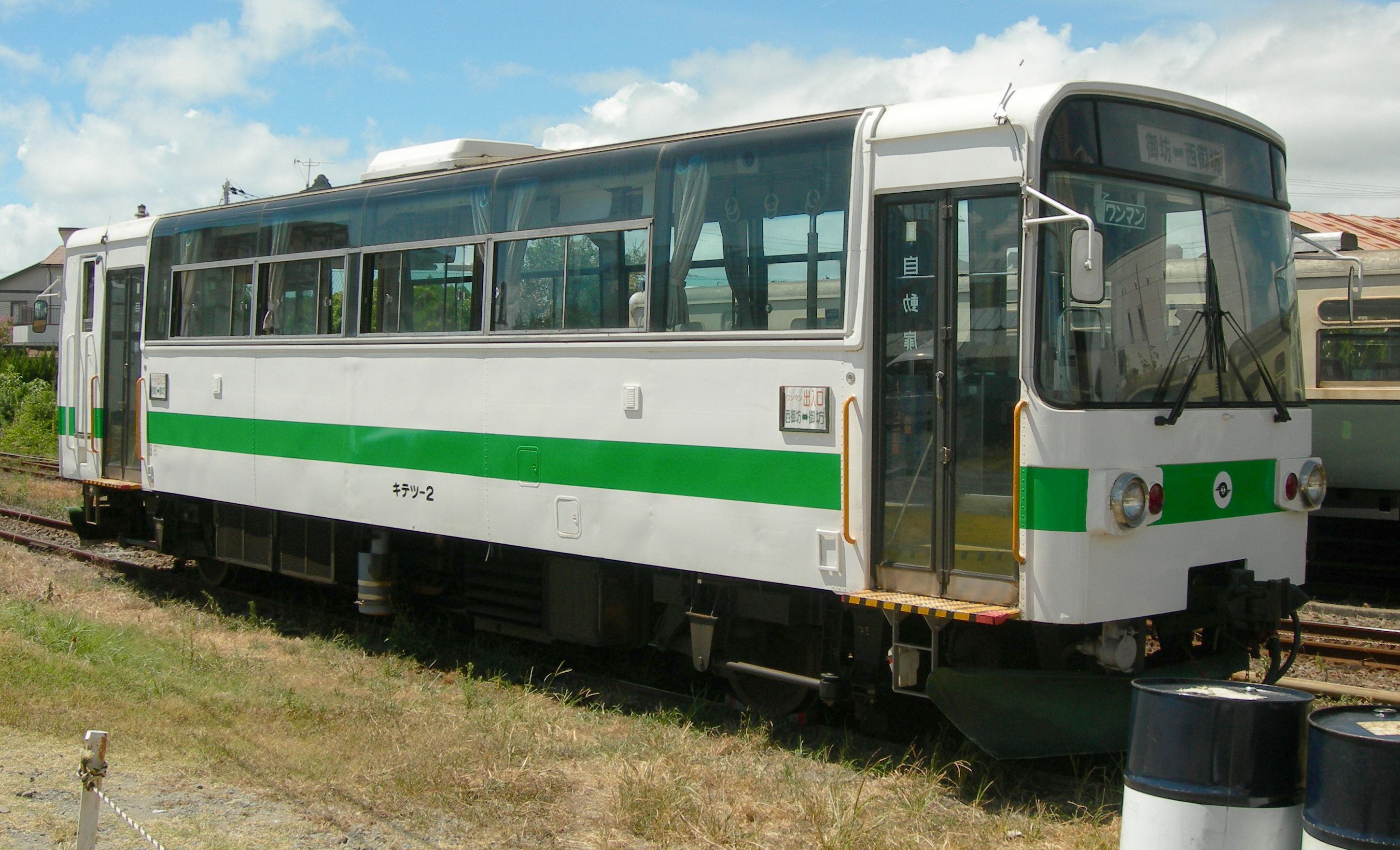
キテツ2号
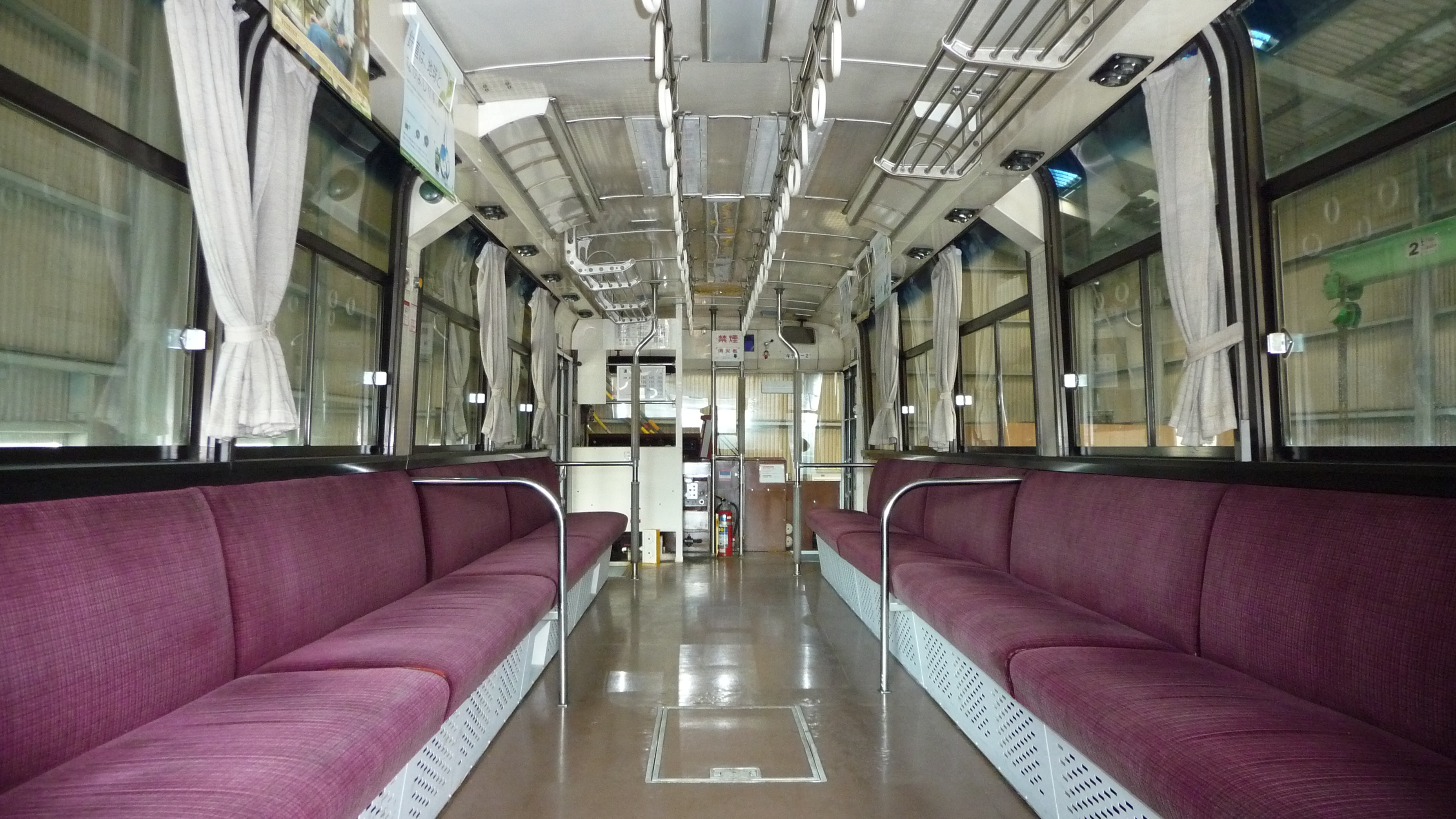
キテツ2号の車内

KR301
元信楽高原鐵道SKR300形SKR301号車。休車していたキテツ1号の代替車両の導入が模索されていたが、老朽化によりSKR400形に置き換えられ、2015年10月3日をもって営業運転を終了した同車を無償で譲受した。
同年10月19日夜にトレーラーに載せられて滋賀県を出発し、翌20日朝に御坊に到着した。その後整備が行われ、2016年（平成28年）1月31日に営業運転を開始した。なお、同日付で編入登録されている。
導入にあたり、車体に描かれていた「信楽焼のタヌキ」は御坊市観光協会提供の「宮子姫」のイラストに変更されたが、白地に緑のラインのデザインはそのまま残された。
2019年10月からの全般検査でキハ603を彷彿とさせる緑とクリームのツートンカラーに塗装変更され、2020年1月3日から運行している。
- 旧塗装時代のKR301

KR205
元信楽高原鐵道SKR200形SKR205号車。信楽高原鐵道での新車導入に伴い、SKR301号車同様無償で譲受した。2017年（平成29年）2月9日に搬入され、同年4月15日に営業運転を開始した。車体のイラストは宮子姫と、わかやま国体のマスコット「きいちゃん」になった。
2021年3月31日から、赤とクリームのツートンカラーに塗り替えて運行している。
- KR205
- 旧塗装時代のKR205

### 過去の車両

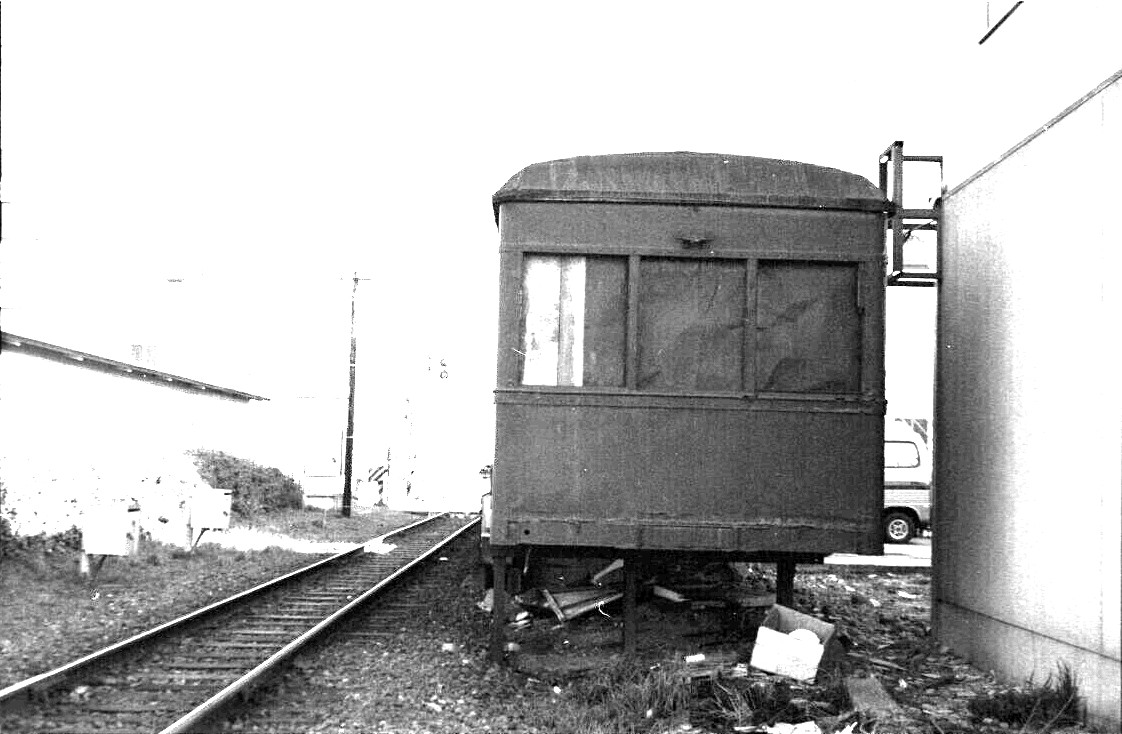
待合室となったキハ103

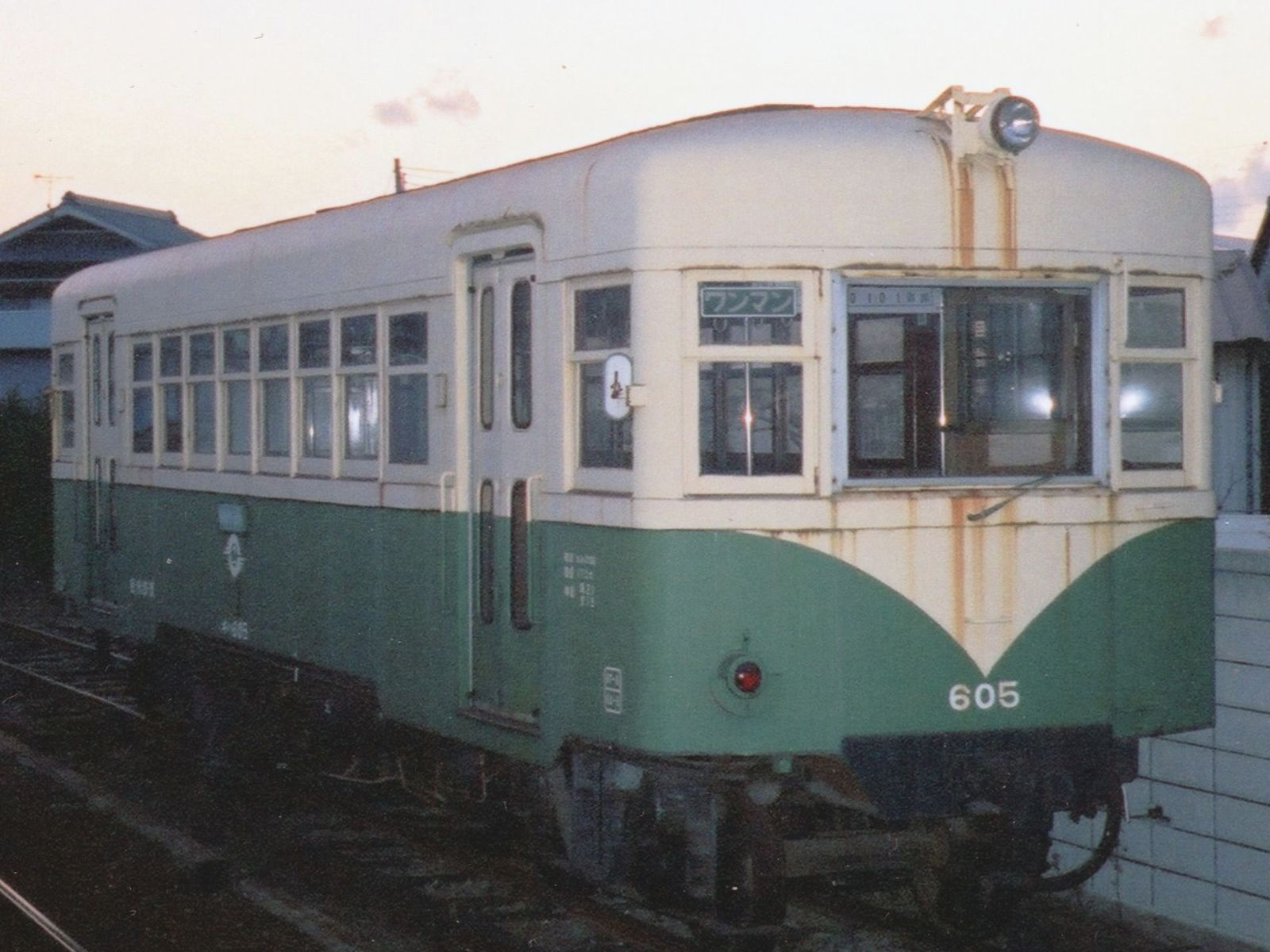
キハ605

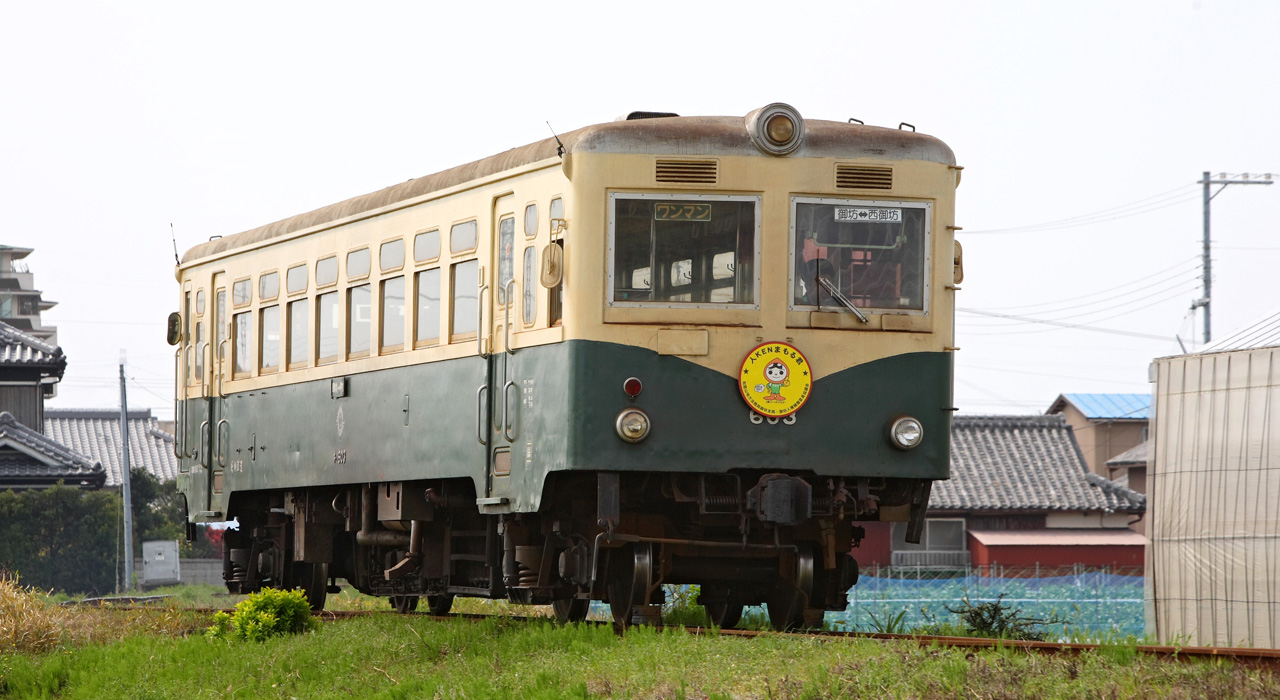
キハ600形 (603)

キハ1形（キハ1, 2）
ガソリンカー。御坊臨港鉄道の開業に先だって、東京の松井工作所（松井車輌とも称する。個人経営工場のため名称不統一な記載が多い）で製造された木造（外板鋼板張り）4輪両運転台車。車両の新製に際しては御坊臨港側の書類手続きの不備が多く、監督官庁から多々叱責を受けた。
製造は1929年3月であったが、用地買収難航による開業の大幅遅れで、東京の工場から発送できず、ようやく御坊まで回送したが、なお就役できないまま、実に2年以上も待機させられた。当時はガソリンカーの技術発展が急速な時期で、この間にガソリンカーでも半鋼製車体が当たり前となり、木造車体は時代遅れになっていた。後からガソリンカー導入を試みた有田鉄道の方が先にガソリンカー運行を開始し（1930年）、御坊臨港の乗務員も有田鉄道でガソリンカー運転の講習を受けることになった。
ガソリンカーで貨車も牽引をすることを考えていたが、キハ1は日高川側、キハ2は御坊側に外付けの荷台を装備しており、この荷台が連結器を完全に妨害していた。このためキハ1は御坊行き、キハ2は日高川行きの時のみにしか貨車を牽引できない。
木造車のため開業から数年で老朽化が進行していた。1939年10月にキハニ101を製造するにあたり、書類上の改造種車はキハ1であるとして届け出がされたが、実際にはキハ2が改造種車となった。残ったキハ1は、書類名目上「キハ2」としてそのままとどまり、太平洋戦争中にキハ102と改番した。木炭代燃化改造もされたが後に客車代用となり、空襲被災で損傷、戦後廃車された。
キハニ101形（キハニ101）
木造車が老朽化したが戦時体制による気動車製造禁止で、代替となる新車を製造できないことから、木造車の改造名義で製作された半鋼製車体の4輪ガソリンカー。1939年10月加藤車輌製作所製。書類上はキハ1が種車だが、実際にはキハ2の車軸、エンジンなどを流用・強化して、片荷台付の軽快な半鋼製車体を新製した。連結器に支障をきたす荷台の欠陥は解消されている。キハ2（→102）と同様な経緯を辿って戦後廃車された。
キハ103形（キハ103）

沿線軍需工場の工員輸送増強を目的に、戦時中の1942年6月2日認可で鉄道省から払い下げを受けた、御坊臨港初のボギー式ガソリンカー。1943年8月に入線した。元は1931年日本車輌本店製の半鋼製ボギー車である富山鉄道ジハ3である。1933年の富山鉄道部分廃止・富南鉄道への路線譲渡で余剰となり、新宮鉄道に売却されて同社のキハ205となったが、翌1934年には新宮鉄道の国鉄買収（紀勢中線）で鉄道省キハ40304になったという流転ぶりで、この間、新宮鉄道入線時から、1940年に紀勢中線が紀勢西線に連絡して孤立が解消するまではねじ式連結器を付けていたこともある。
戦後の更新時に車端に荷台を取り付けたが、その際に車体への番号表記を「103」ではなく「108」と書いてしまい、その後も訂正されないままに放置されていた。後にエンジンを降ろされ、客車代用となった。
1970年の廃車後は市役所前駅の待合室として使用されていたが、すでに撤去されており、存在しない。
キハ41000形（キハ40801）
元はJR芸備線の前身である芸備鉄道が1936年10月に日本車輌本店で製造した最後の増備車キハニ19。国鉄キハ41000形と類似クラスの戦前としては大形の気動車で、エンジンも国鉄式のGMF13形であった。車体の一端に荷物室を備えるほか、車体両端に柵で囲われた車外荷台を備える。1937年の芸備鉄道国有化で鉄道省キハニ40801となったが、1943年に廃車された。
1947年に御坊臨港鉄道に払い下げられ、当初無動力の客車として使用した。その後燃料事情の改善に伴ってディーゼルエンジンを搭載され、気動車として復活した。「国鉄41000形」ではなかった車両で、車内の荷物室も戦後撤去されて「キハ」になっていたが、御坊臨港では「形式は41000形で実車表記はキハニ40801」という付番をされていた。1976年のキハ603・604入線により休車となり、1981年に廃車された。
キハ41000形（キハ308）
1951年3月に国鉄から払い下げを受けたキハ41000形41055（1934年川崎車輌製、1950年国鉄廃車）。入線に当たって富士車輌で整備され、ディーゼルカーへの改造を受けている。1953年の紀州大水害でも生き残り、長く主力車であったが、1970年以降は休車となり、1979年に廃車となった。
キハ41000形（キハ202）
元は1933年田中車輌製の国鉄キハ41000形41328で、後にキハ0429に改番された。1961年に一畑電気鉄道立久恵線に移ってキハ5となった。1965年に同線が廃止され、有田鉄道に移ってキハ202となっていたものを1970年代に購入した。
キハ41000形（キハ16）
1970年に、前年廃線となった江若鉄道から譲受した。元は国鉄キハ41000形41044（1933年日本車輌製）で、1949年の廃車後に江若鉄道払い下げ。江若ではC14形キハ16となり、ディーゼルカー化されて使われていた。
御坊臨港入線時にも形式こそ41000形に改めたが車名表記の変更はなかった。入線後も大きな改造はなく、大分交通車2両の入線で予備車化、1984年に廃車となった。
キハ1000形（キハ605）

書類上は1952年宇都宮車輌（後の富士重工業）製。常磐炭礦キハ21として1951年に専用線での炭鉱職員輸送用に製造された、全長11.5 m・定員80名（岡山臨港譲渡後82名に増加）・オールロングシートの半鋼製小型車。戦前の国鉄キハ40000形気動車に類似するが、宇都宮車輌の同時期の製品に見られる張り上げ屋根を備える。製造許可を取るために木炭ガス気動車として申請されたが、実際には日野DA55形ディーゼルエンジンを搭載し、ヤミ物資の軽油で走る普通の機械式ディーゼルカーとして完成された。しかし常磐炭礦に気動車を運転できる運転士がいなかったため、1951年3月に納入されてから翌1952年1月まで運行できずに放置されていたが、1950年代後半頃まで職員輸送に使われた。
その後、1959年に汽車会社東京支店で改装工事を受けて岡山臨港鉄道に譲渡されキハ1003となる。低かったステップを切り上げ、前照灯や逆転機の変更、車内の蛍光灯化改造などが行われたが、岡山臨港ではより大型の車両が主力で、キハ1003は小型のためもっぱら予備車であった。なお岡山臨港在籍時に、原因不明だが書類上の製造年が1年遅い1952年になっている。
紀州鉄道では岡山臨港鉄道の廃線に伴い、キハ16に代わる予備車として1984年10月に譲受した。1987年二前面の中央を1枚窓化、キハ603などと合わせた塗装への変更、側面の乗降扉の交換などの改造が行われた。だが、入線後の試運転で振動がかなり大きいことが判明し、長く紀伊御坊駅構内側線（2008年現在キハ604が置かれている場所）に放置されていた。すでに元・大分交通車の2両で予備車まで賄える運用状態であったため、キハ605は一度も一般営業で運転されなかった。
2000年1月に廃車され、ふるさと鉄道保存協会（現・鉄道郵便車保存会）に譲渡されて、有田鉄道金屋口駅構内に保存場所を求めた。同駅跡を整備した有田川町鉄道公園での保管を経て高岡市の伏木ヤードに移動し修復作業が行われた。現在では羽島市の施設で保存されている。
キハ600形（キハ603, 604）
1960年新潟鐵工所製。元大分交通耶馬渓線の車両で、同線が廃止された1975年に同社から譲り受けた。正面2枚窓・両運転台の18 m級車体だが、側窓がいわゆるバス窓でその下に補強帯（ウインドウシル）を残すこと、DMH17Bエンジン(160 PS)搭載、小断面車体など、国鉄キハ10系気動車の影響が見られる。

液体式変速機を搭載するが、新造当初から総括制御が不可能な仕様で、紀州鉄道転入後もそのままであった。座席はボックスシートと、車端部のロングシートとのセミクロスシート。床は油引きの板張り、室内灯は白熱灯、エンジンの排気ガスは屋上ではなく床下で排気するなど、随所に古典的な構造を残す。また、現在の気動車とは異なり、右手でマスコン、左手でブレーキを操作する。形式・車番から塗色や車番、接客設備に至るまで大分交通時代の内容をそのまま踏襲しているが、前面窓は譲受の十数年後にHゴム固定からアルミサッシ化され、天地寸法が小さくなるとともに四隅にあった丸みがなくなり、また前照灯が尾灯の位置に増設されたため、印象が変わっている。また、駆動軸を持つボギー台車は、粘着力を稼ぐ目的で、台車の中心が駆動軸側にオフセットした偏心台車と呼ばれる珍しいものである。
かつては2両とも運行に使われていたが、冷房がなく車齢が高いことからキテツ1形導入後は主力の地位を退き、キハ603のみが主に金曜日から日曜日および祝日に運行していた。キハ604はキハ603の部品確保用で、扱い上は予備車だが燃料噴射ポンプなどの主要部品が取り外されているため運行に入ることはできず、キハ603が定期検査中にキテツ1に車両故障が発生した際も運行されることはなかった（この場合は列車の運行自体を中止する）。キハ604については2010年12月に解体された。
製造から50年近く経ち老朽化が進んでおり、上述のキテツ2を導入したため、キハ603は2009年10月25日に定期運行を終了した。定期運行最終日には、前面に地元有志が製作した特製ヘッドマークが装着された。

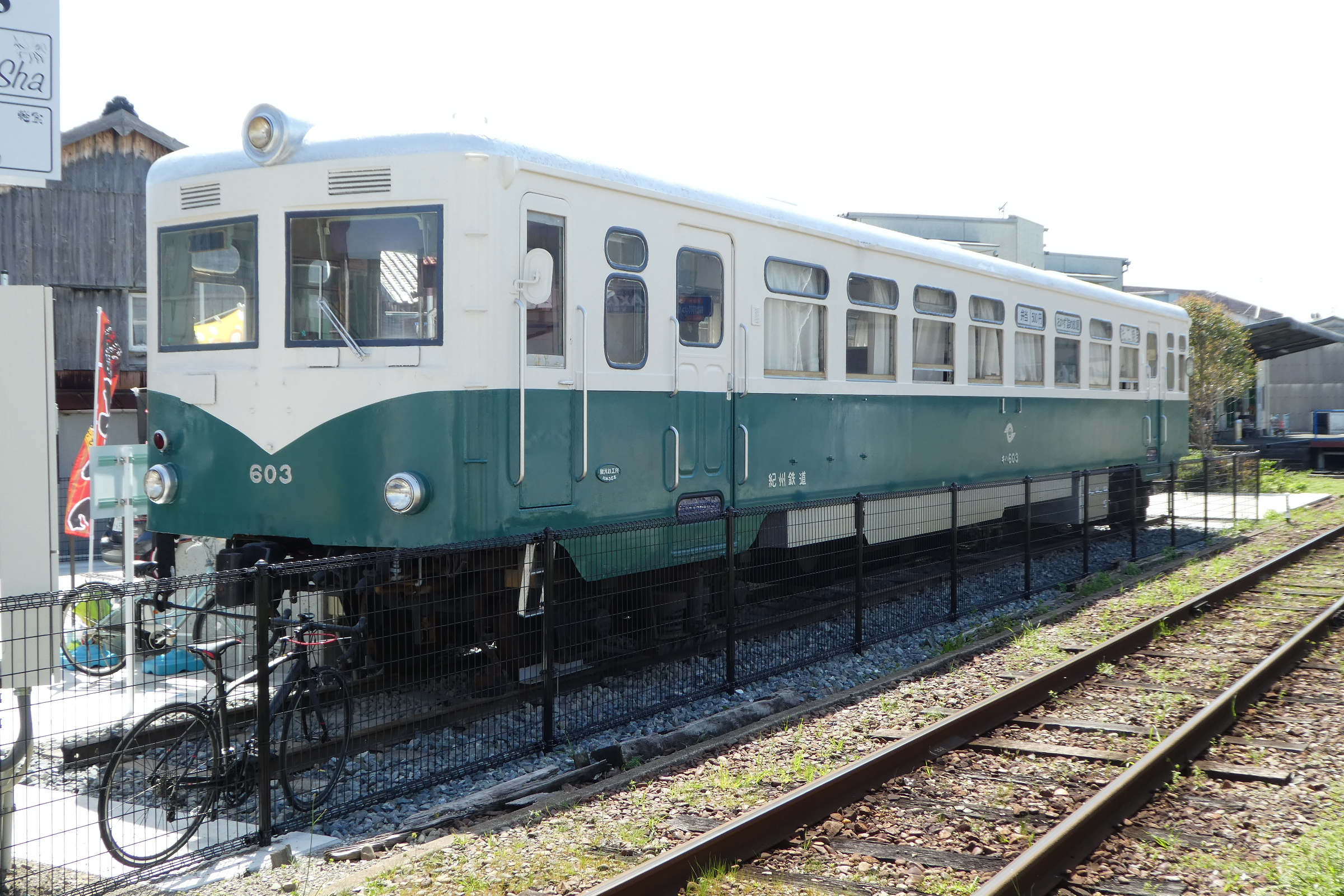
「ほんまち広場603」に保存されているキハ603

定期運行終了後の2009年11月29日、御坊商工会議所主催の商工祭の一環としてキハ603のさよなら運転が行われた。その後、キハ603については、営業運転復活を視野に車籍は抹消せず休車扱いとしていたが、2012年6月1日付をもって除籍された。なお、2011年ごろにイベントのために西御坊寄りの前面を譲渡直後に近い姿に復元する工事をうけ、前後で顔の印象が違うようになった。
除籍後は紀伊御坊駅の側線に保管され、解体の話も出ていたが、御坊市の本町商店街振興組合が譲り受け、2017年11月に紀伊御坊駅にほど近い本町商店街にある空き地にレールを敷き移設された。キハ603にはたこ焼き屋と軽食屋が入居し、車両が置かれた広場は「キハ603広場（仮称）」として2017年12月16日にオープンした。2018年1月、広場の名称は公募により「ほんまち広場603」に決まった。なお、2022年12月現在、飲食店は閉店し、設計事務所が入居している。

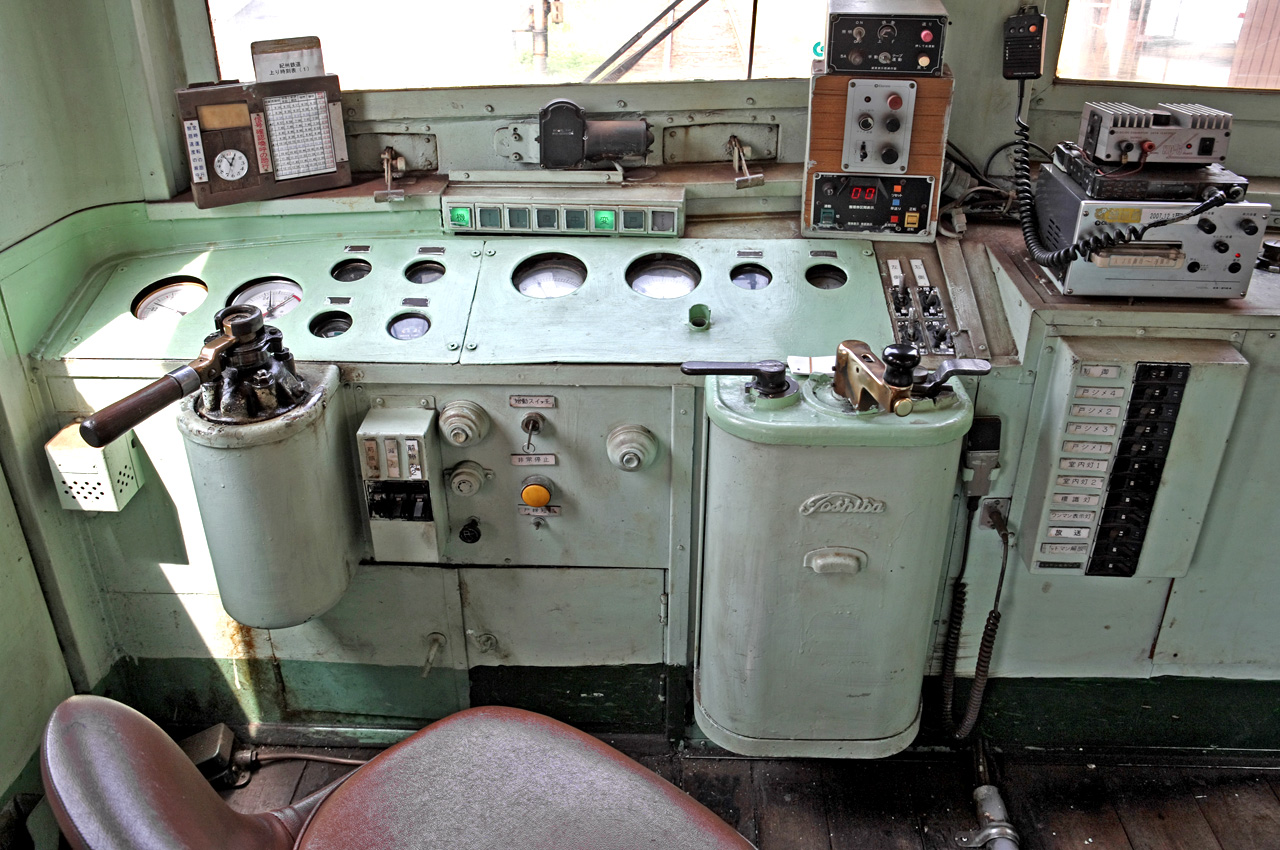
運転台 (603)
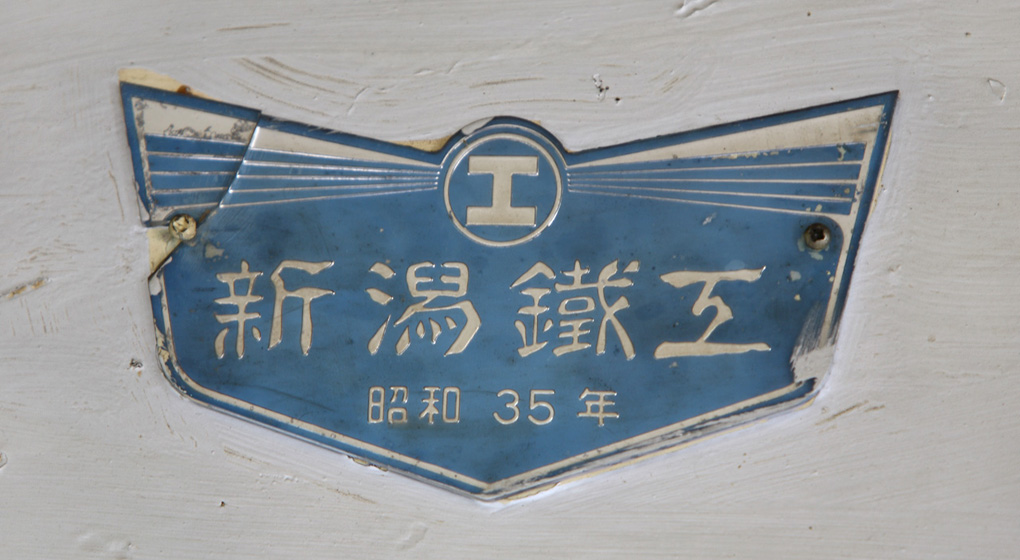
新潟鉄工の製造銘板 (603)
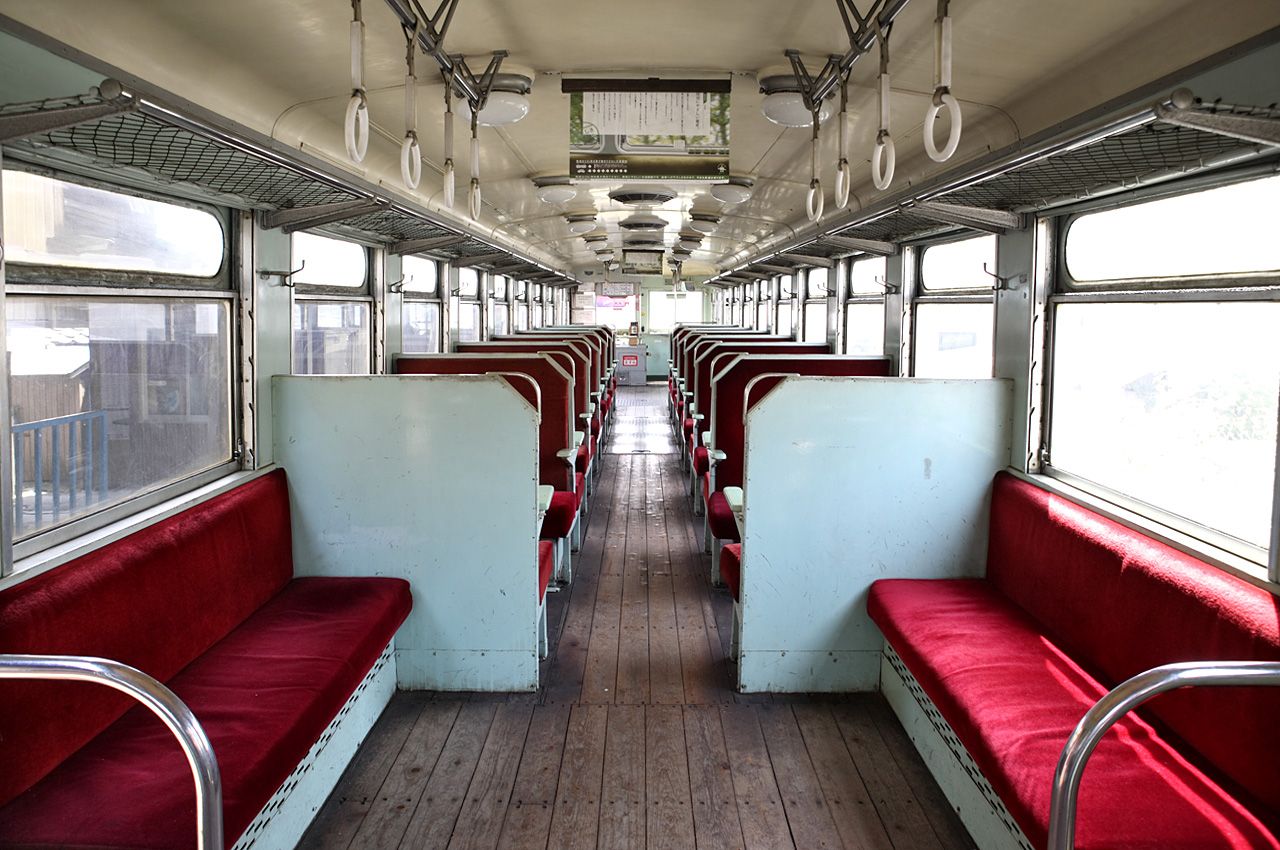
室内 (603)
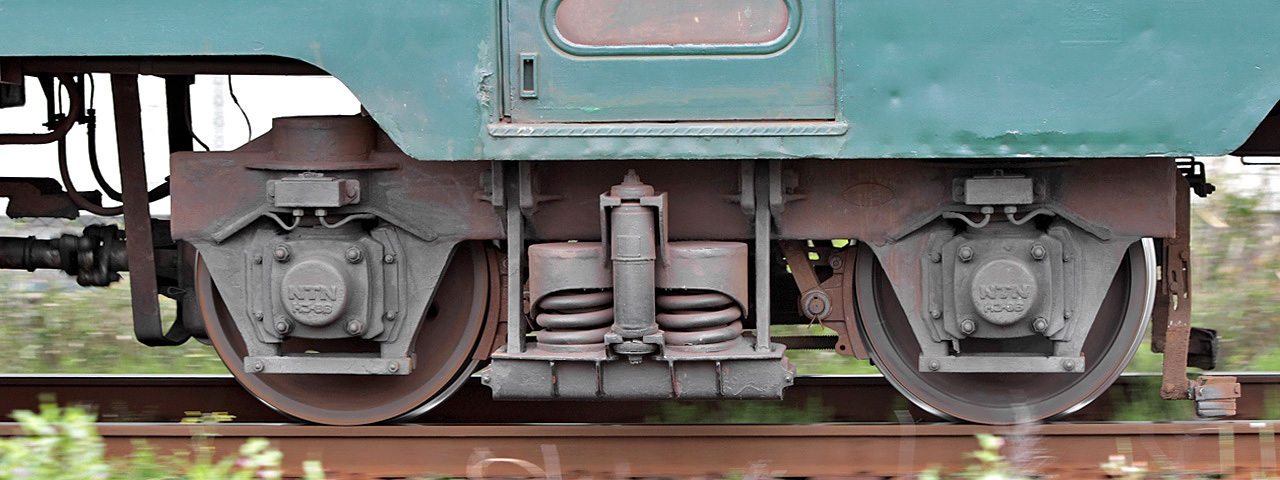
ボギーセンターが偏った動力台車 (603)
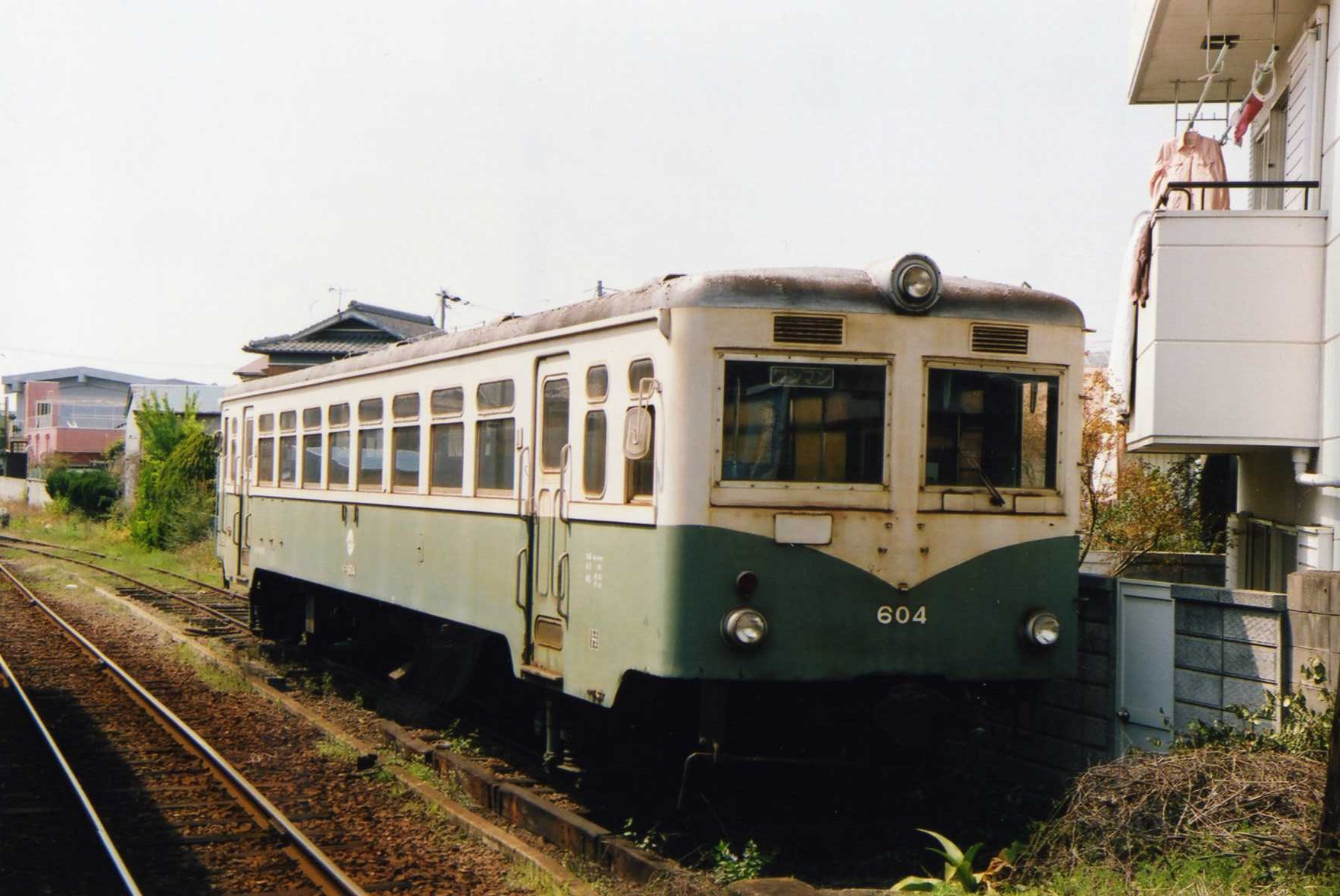
休車状態の604（2003年3月31日撮影）
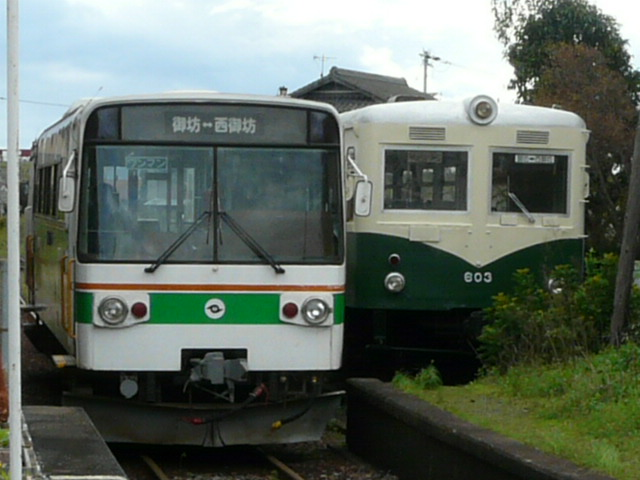
キテツ2とキハ603（紀伊御坊駅）

| 年   | 増加             | 減少              |
| ---- | ---------------- | ----------------- |
| 1942 | キハ103→108      |                   |
| 1947 | キハ40801        |                   |
| 1951 | キハ308          |                   |
| 1970 | キハ16           | キハ108           |
| 1974 | キハ202          |                   |
| 1976 | キハ603、キハ604 |                   |
| 1977 |                  | キハ202           |
| 1979 |                  | キハ308           |
| 1984 |                  | キハ40801、キハ16 |
| 1985 | キハ605          |                   |
| 2000 | キテツ1          | キハ605           |
| 2009 | キテツ2          |                   |
| 2015 | KR301            |                   |
| 2017 | KR205            | キテツ1           |

- 判明分のみ

## 駅一覧
- 全駅和歌山県御坊市に所在。
- 全区間単線。全駅列車交換は不可能。

| 駅名       | 駅間キロ | 営業キロ | 接続路線                                |
| ---------- | -------- | -------- | --------------------------------------- |
| 御坊駅     | -        | 0.0      | 西日本旅客鉄道： 紀勢本線（きのくに線） |
| 学門駅     | 1.5      | 1.5      |                                         |
| 紀伊御坊駅 | 0.3      | 1.8      |                                         |
| 市役所前駅 | 0.6      | 2.4      |                                         |
| 西御坊駅   | 0.3      | 2.7      |                                         |

### 廃止駅
- 財部駅（たからえき、御坊駅 - 中学前駅間） - 1941年12月8日廃止
- 中学前駅[注釈 1]（財部駅 - 紀伊御坊駅間） - 1941年12月8日廃止、1979年8月10日から同駅跡地付近に学門駅が開業

### 廃止区間
西御坊駅 - 日出紡績前駅 - 日高川駅

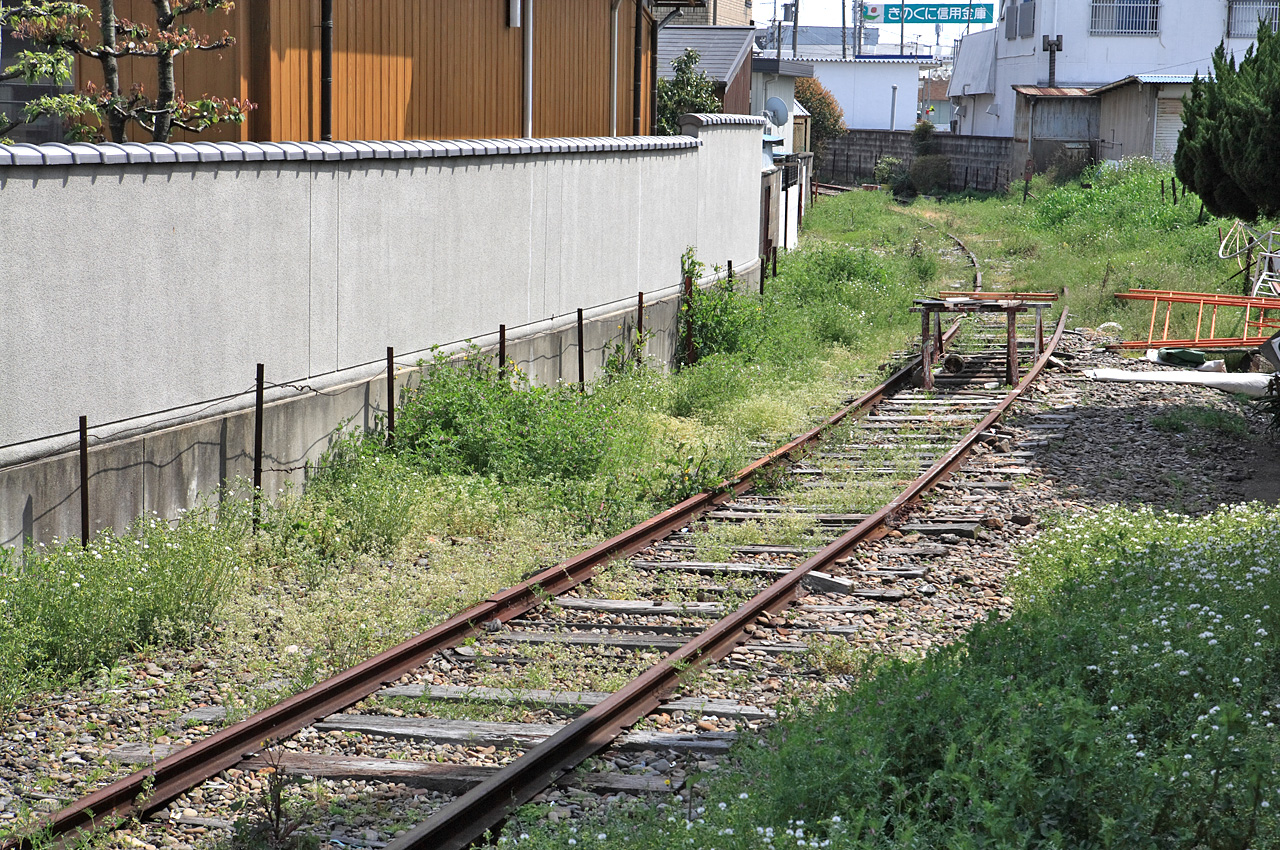
西御坊 - 日高川間（2008年4月）

- 日出紡績前駅[59]はこの区間の廃止前に廃止。駅名の「日出紡績」とは大和紡績の前身の日出紡織[60]のこと。
- 踏切跡など、一部撤去されたり埋められている場所はあるが線路（レール）がほぼそのまま残されている。これは、将来的に日高川河口の港湾整備が進んだ場合の復活を考慮しているためと説明されている。ただし放置状態なので線路の状態は悪く、また途中にあった橋梁も撤去されている。

西御坊駅 - （大和紡績和歌山工場）
- 貨物の専用線で、2022年頃まで専用線跡にも半分ほどの部分に線路（レール）が残っていた。ダイワボウプログレス和歌山工場跡の正門横には、この専用線が通っていたゲートの跡が確認できる。

## 沿線
- 熊野古道
- 和歌山県立日高高等学校・附属中学校
- 御坊市役所

## 運賃
大人普通旅客運賃（小児半額・10円未満切り上げ）。2004年12月1日現在。
| キロ程      | 運賃（円） |
| ----------- | ---------- |
| 0.1 - 1.0km | 120        |
| 1.1 - 2.0   | 150        |
| 2.1 - 2.7   | 180        |